# محمد عبد الحليم موسى
لواء محمد عبد الحليم موسى (1930 - 19 يوليو 2003) هو خامس وزير داخلية في عصر مبارك بعد اللواء النبوي إسماعيل، ثم اللواء حسن أبو باشا، ثم اللواء أحمد رشدي ثم اللواء زكي بدر.

## حياته ونشأته
ولد في قرية أم خنان مركز قويسنا بمحافظة المنوفية.
تخرج من أكاديمية الشرطة عام 1954.
اشتهر - - بلقب «شيخ العرب» وذلك لطريقته في حل المشاكل بالمجالس العرفية، وهو ما أثر بشكل إيجابي على إدارته لمحافظة أسيوط التي تشتهر بكثرة المشاكل بها، إلا أنه تمكن من إنهاء الكثير من تلك المشاكل بالطرق السلمية وليس بطريقة رجال الأمن المصريين المعتادة.
وفي آخر عهده بالوزارة قام بالاستعانة بالشيوخ الأفاضل أمثال الشيخ محمد متولي الشعراوي لمحاورة شباب بعض الجماعات الإسلامية التي انتهجت القوة للتغيير، وذلك في محاولة منه لوضع حد لهذه الأفكار الدخيلة على روح الإسلام السمحة، إلا أن القيادة السياسية لم تمكنه من إكمال محاولته، ويقال إن هذا هو السبب المباشر لإقالته. جه

## مناصبه الإدارية
عمل مديرا للأمن العام، ثم محافظا لمحافظة أسيوط ثم وزيرا للداخلية
تدرج في العديد من المناصب الأمنية في مصلحة الأمن العام وإدارة مباحث أمن الدولة، وتم تعيينه محافظاً لأسيوط عام 1987 حتى عُيّن وزيراً للداخلية في يناير (كانون الثاني) 1990 حتى إقالته في أبريل (نيسان) عام 1993 وشهدت الفترة التي تولّى فيها موسي وزارة الداخلية المصرية أحداثاً متوترة حيث تصاعدت المواجهة الدموية المسلحة بين الأجهزة الأمنية والجماعات الأصولية المسلحة أمثال الجماعة الإسلامية وتنظيم الجهاد الإسلامي. وكانت الحالة الأمنية داخل مصر تمر بمنعطف منذ اغتيال الرئيس المصري الراحل محمد أنور السادات عام 1981 في عهد وزير الداخلية الأسبق النبوي إسماعيل، الذي أقيل ليحل محله اللواء حسن أبو باشا أحد الذين تعرضوا لمحاولات الاغتيال من قبل الجماعات المسلحة، ثم أعقبه اللواء أحمد رشدي الذي أُقيل في أحداث الأمن المركزي عام 1984، ليخلفه اللواء زكي بدر ثم محمد عبد الحليم موسى بعد ذلك.
تصاعدت الصدامات بين الأمن والجماعة منذ ذلك الوقت والذي شهد الكشف عن أهم قضية لهذه الجماعة وهي قضية العائدون من أفغانستان التي ضمت 26 متهماً وصدرت فيها أحكام بالإعدام ضد 8 متهمين بينهم 5 هاربين وسجن 15 متهماً وبراءة ثلاثة آخرين ورغم هذه الأحداث المتصاعدة إلا أن موسى تبنى محاولات لإجراء حوارات مع قادة الجماعة على غرار ما يحدث الآن إلا أن الظروف والأجواء المحيطة لم تكن كفيلة بإنجاح هذه الحوارات وهو ما اعتبرته دوائر سياسية في مصر إجراء غير موفق في هذا التوقيت مما أدى إلى تراجع أسهم موسى.

## وفاته
توفي في 19 يوليو 2003.